# Carlos Nicolau Danielli
Carlos Nicolau Danielli (Niterói, 14 de setembro de 1928 – São Paulo, 30 de dezembro de 1972) foi um militante comunista brasileiro, um dos dirigentes do Partido Comunista do Brasil durante o período da ditadura civil-militar brasileira. Também teve atuação importante auxiliando com preparativos da Guerrilha do Araguaia, movimento guerrilheiro que ocorreu entre o fim da década de 1960 e começo da década de 1970, região amazônica, ao longo do rio Araguaia.
É um dos casos investigados pela Comissão da Verdade, colegiado instituído pelo governo brasileiro responsável por apurar mortes e desaparecimentos no país entre 18 de setembro de 1946 e 5 de outubro de 1988 e com foco na ditadura militar brasileira (1964-1985).

## Biografia
Danielli nasceu na cidade de Niterói, no Rio de Janeiro, em 14 de setembro de 1929. Filho de Pascoal Egídio Danielli, filho de um imigrante italiano de tendências anarquistas, e Virgínia Sílvia Chaves, começou a trabalhar ainda jovem, aos quinze anos, em estaleiros de construção naval da cidade de São Gonçalo. Nesse período, teve contato com o movimento operário, filiando-se à Juventude Comunista em 1946. Dois anos depois, em 1948, Danielli passou a fazer parte do Partido Comunista Brasileiro (PCB), sendo eleito para o Comitê Central do PCB em 1954.
Em 1962, Danielli viajou para Cuba durante a crise dos mísseis. No mesmo ano, participou da criação do Partido Comunista do Brasil (PCdoB), juntamente a outros dissidentes do PCB. No novo PCdoB, assumiu a edição do jornal do partido, A Classe Operária. Danielli teve participação significativa no envio de recursos e militantes para a Guerrilha do Araguaia, atuando como elo entre a direção do PCdoB e a guerrilha.

## Morte
Carlos Nicolau Danielli morreu em 30 de dezembro de 1972. Originalmente, a versão da morte divulgada pelo Destacamento de Operações de Informação - Centro de Operações de Defesa Interna (DOI-CODI) de São Paulo dava como causa o envolvimento em um tiroteio com policiais. O relato oficial divulgado à época afiramava que Danielli tentara escapar dos captores quando era levado ao encontro de um companheiro. O laudo de necrópsia, assinado pelos médicos legistas Isaac Abramovitch e Paulo Augusto Queiroz Rocha, confirmava a versão divulgada pelos órgãos de segurança. No entanto, em posteriores, mais precisamente, 40 anos depois, os depoimentos prestados por Maria Amélia e César Teles, revelou-se que Danielli, na verdade, fora assassinado dentro das dependências do DOI-CODI, no II Exército de São Paulo.
Nicolau Danielli foi submetido a sessões de tortura por três dias seguidos, da prisão, no dia 28 de dezembro, até o dia 30 de dezembro de 1972, quando morreu, não resistindo aos ferimentos decorrentes das torturas praticadas. Foi enterrado como indigente pelos agentes do DOI-CODI no Cemitério D. Bosco, em Perus, na cidade de São Paulo. Posteriormente, em 11 de abril de 1980, devido à promulgação da Lei da Anistia, os restos de Carlos Nicolau Danielli foram sepultados em Niterói, sua cidade natal.

## Prisão e tortura
No dia 28 de dezembro de 1972, Danielli foi preso por agentes do DOI-CODI na cidade de São Paulo, na rua Loefgreen, localizada no bairro da Vila Mariana, juntamente com Maria Amélia de Almeida Teles e César Augusto Teles, também militantes do PCdoB. O grupo iria se encontrar com a guerrilheira Criméia Alice Almeida, enviada por Maurício Grabois para restabelecer contato entre o comando da guerrilha e a direção do partido.
Levado para as dependências do DOI-CODI no II Exército de São Paulo, Danielli foi submetido a sessões de tortura, sob ordem do Delegado de Polícia Aparecido Laerte Calandra (também conhecido como "Capitão Ubirajara"), do capitão Dalmo Lúcio Muniz Cirillo, e do chefe do DOI-CODI do II Exército, major (à época) Ustra. Três equipes diferentes, designadas por B, A, e C, foram responsáveis pelas sessões de tortura a Danielli, iniciadas no dia 28 e terminando no dia 30 de dezembro de 1972, resultando na morte do militante. Apesar de ter sido submetido à tortura, relatos dão conta de que Danielli não revelou informações que os militares buscavam descobrir.
Diante das investigações realizadas pela Comissão Nacional da Verdade, conclui-se que Carlos Nicolau Danielli foi torturado e morto por agentes do Estado brasileiro, sendo forjada sua morte por tiroteio.
Sua morte revela sistemáticas violações de direitos humanos promovido pela Ditadura Militar, implantada no país em 1964.

### Carlos Alberto Brilhante Ustra
Em síntese, por ser comandante do Destacamento de Operações de Informações do II Exército (DOI),Ustra era quem dava todas as ordens aos demais militares, e com eles realizava reuniões diárias, para que lhe fossem repassadas as informações que haviam extraído dos presos políticos, por meio da prática de tortura. Sua tarefa era extrair o maior número de informações dos presos políticos que eram contrários ao regime militar, e que lá eram simultaneamente interrogados e torturados, muitos deles, até a morte. O que, com a Comissão da Verdade o fez ser responsável por 10 desaparecimentos e mais de 30 mortes. Em alguns casos, Ustra fazia questão de torturar os presos, sendo que foi o torturador de personalidades como Dilma Roussef. Em 2008, por decisão em primeira instância do juiz Gustavo Santini Teodoro, da 23ª Vara Cível de São Paulo, o coronel Ustra tornou-se o primeiro oficial condenado em ação declaratória por sequestro e tortura, mais de trinta anos depois de fatos ocorridos durante a ditadura militar.

## Homenagens
Carlos Nicolau Danielli, foi homenageado com uma placa no cemitério de Dom Bosco juntamente com outros 53 guerrilheiros da época da Ditadura Militar, como Dimas Antônio Casemiro e Gastone Lúcia Carvalho Beltrão.

Além disso, seu nome foi dado à duas ruas, uma em Santa Bárbara, Niterói, no Rio de Janeiro, e outra no Residencial Aruanã, em Campinas, São Paulo.